# محمود صناعی
محمود صناعی (۱ خرداد ۱۲۹۸ اراک - ۲۱ شهریور ۱۳۶۴ لندن)، روان‌شناس، مترجم، شاعر، پژوهشگر ادبی و استاد دانشگاه بود. او از بنیان‌گذاران رشته روان‌شناسی در ایران به‌شمار می‌رود.

## تولد و تحصیلات
او در سال ۱۲۹۸ شمسی اراک متولد شد. تحصیلات مقدماتی را در اراک و تحصیلات متوسطه را در دبیرستان البرز به انجام رساند. پس از پایان دبیرستان (در سن ۱۸ سالگی) در همین دبیرستان به عنوان مدرس و معلم ادبیات فارسی شروع به تدریس کرد و همزمان در رشته‌های فلسفه و علوم تربیتی، زبان و ادبیات فارسی، زبان انگلیسی و حقوق به تحصیل پرداخت و از دانشگاه تهران فارغ‌التحصیل شد. 

## کارِ سیاسی و اداری
صناعی در سال ۱۳۲۷ به عنوان رایزن فرهنگی ایران و سرپرست دانشجویان ایرانی به لندن فرستاده شد. در دانشگاه لندن در رشته‌های علوم تربیتی و حقوق ادامه تحصیل داد، سپس به صورت تخصصی به علم روان‌شناسی روی آورد و در این رشته دکترا گرفت. مؤسسه بین‌المللی روانکاوی انگلستان (I.I.P.B) از وی دعوت کرد تا به عنوان متخصص درمان بیماری‌های روانی با این مؤسسه که مقبولیت جهانی داشت همکاری کند.
او در سال‌های اقامت در لندن به نوشت مقاله‌های علمی و تخصصی پرداخت و در کنگره‌های بین‌المللی از جمله در ادینبورگ (۱۹۴۸)، استکهلم (۱۹۵۱) و استراسبورگ شرکت کرد. در سال ۱۳۳۳ به عضویت انجمن بین‌المللی پسیک‌انالیز (روان‌کاوی) انتخاب شد.
در ۲۸ تیر ۱۳۳۴ پس از آن‌که در مجلس سنا نسبت به تأخیر در پرداخت حقوق ماهیانه محمود صناعی اعتراض شد، وزارت امورخارجه دریافت که او بر خلاف قانون، بیش از پنج سال در انگلستان مانده و بلافاصله وی را به تهران برگرداند.

## تدریس
محمود صناعی در سال ۱۳۳۴ هجری شمسی به ایران بازگشت و پس از ورود، به استادی دانشگاه تهران انتخاب شد، ولی فقط به تدریس در دانشگاه بسنده نکرد و در ضمن تدریس، ریاست دانشسرای تهران و همچنین مدیریت آزمون‌شناسی و معاونت وزارت آموزش و پرورش را بر عهده داشت و در این دوره بود که مؤسسه روان‌شناسی دانشگاه تهران را بنیاد نهاد. صناعی سخت در تلاش بود که مؤسسه روان‌شناسی بتواند به آخرین کتاب‌های علمی در این زمینه دست یابند و مهم‌ترین نشریات ادواری را گرد آورد به گونه‌ای که با گذشت سال‌ها، هنوز کتابخانه مؤسسه روان‌شناسی دانشگاه تهران یکی از غنی‌ترین کتابخانه‌ها از نظر منابع کلاسیک روان‌شناسی در ایران است.
مقالات صناعی در زمینه زبان و ادبیات فارسی، تاریخ ایران باستان و تاریخ اسلام و همچنین اشعار او در مجلاتی نظیر یغما، مهر، سخن، ایران‌نامه و … به چاپ می‌رسید.

## مهاجرت
به دلیل برخی کارشکنی‌ها، صناعی از اشتغال در دانشگاه کناره‌گیری کرد. در همین زمان، آنا فروید، دختر زیگموند فروید، مؤسسه فروید را بنیاد نهاد و از صناعی دعوت کرد به عنوان مشاور این مؤسسه را یاری دهد؛ لذا مجدداً او در سال ۱۳۴۸ ایران را ترک کرد و به همکاری با مؤسسات فرهنگی - علمی نظیر دانشگاه کمبریج و دیگر مؤسسات مرتبط با روان‌شناسی در اروپا و آمریکا پرداخت.

## خودکشی
به گفته اسماعیل نوری‌علا و سایر نزدیکان دکتر محمود صناعی، او پس از خودکشی دخترش، خود را در دوازدهم سپتامبر ۱۹۸۵ در لندن جلوی قطار انداخت و خودکشی کرد. پیکرش در گورستان های‌گیت در شمال لندن به خاک سپرده شده‌است.

## ترجمه‌ها
- آزادی فرد و قدرت دولت- ۱۳۳۸
- اصول روان‌شناسی- ۱۳۴۲
- یادی از استاد
- روان‌شناسی آموختن
- پنج رساله از افلاطون
- مهمانی چهار رساله دیگر از افلاطون- ۱۳۳۴
- فدروس و سه رساله دیگر از افلاطون- ۱۳۳۶
- در آزادی
- فرد در اجتماع

## تالیفات
- آزادی و تربیت